# Kecamatan Agrabinta
Kecamatan Agrabinta är ett distrikt i Indonesien.   Det ligger i provinsen Jawa Barat, i den västra delen av landet, 130 km söder om huvudstaden Jakarta.